# Operacja kubańsko-noworosyjska
Operacja kubańsko-noworosyjska – działania bojowe wojsk Frontu Kaukaskiego Armii Czerwonej przeciwko Siłom Zbrojnym Południa Rosji od 3 do 27 marca 1920 r., część prowadzonej od stycznia tego samego roku operacji północnokaukaskiej. Ich celem było ostateczne rozbicie sił białych gen. Antona Denikina. W rezultacie operacji czerwoni zdobyli kontrolę nad całością Kubania, guberni czarnomorskiej i większością regionu stawropolskiego. Trzon sił Denikina został rozbity; część oddziałów białych zdołała ewakuować się z Noworosyjska na Krym.

## Tło wydarzeń
Po zdobyciu na początku stycznia 1920 r. Rostowa nad Donem i Nowoczerkaska Armia Czerwona przystąpiła do ofensywy, której celem było opanowanie Kaukazu Północnego i ostateczne rozbicie Sił Zbrojnych Południa Rosji. W końcu stycznia 1920 r. czerwoni przeprawili się przez Don. Równocześnie w ostatnich dniach stycznia w rejonie Soczi wybuchło powstanie chłopskie przeciwko władzy białych, dowodzone przez eserowca Woronowicza, które w ciągu kilkunastu zmusiło oddziały Denikina do wycofania się z tego obszaru. 17 lutego siły Woronowicza, Komitet Wyzwolenia Morza Czarnego, opanowały Tuapse. W tym samym czasie, w pierwszej połowie lutego 1920 r. Armia Czerwona rozpoczęła kolejną ofensywę - operację tichoriecką. 1 Armia Konna pod dowództwem Siemiona Budionnego rozpoczęła natarcie w kierunku Tichorieckiej, stanicy, w której znajdowała się kwatera główna Denikina. Pod Jegorłycką drogę Budionnemu usiłowały zastąpić jednostki kawalerii Kozaków kubańskich, osłabione forsownym marszem przez stepy podczas silnych mrozów. Bitwa zakończyła się zwycięstwem czerwonych i rozbiciem białej konnicy. 23 lutego 1920 r. Denikin przeniósł swoją kwaterę do Jekaterynodaru. 20 lutego biały Korpus Ochotniczy zdołał odbić Rostów nad Donem, lecz kilka dni później musiał się z niego wycofać, zagrożony okrążeniem.
Po tej zwycięskiej operacji wojska Frontu Kaukaskiego osiągnęły 2 marca linię rzeki Kagalnik oraz Stawropol. Dowódcą Frontu był Michaił Tuchaczewski, natomiast jego radę rewolucyjno-wojskową tworzyli Sergo Ordżonikidze, Ivar Smilga oraz Walentin Trifonow.

## Plany stron
Celem jednostek Frontu Kaukaskiego było ostateczne rozbicie cofających się Sił Zbrojnych Południa Rosji. Czerwoni zamierzali uniemożliwić im umocnienie się na linii rzek Czełbas, Bejczug i Kubań oraz dalszy odwrót.

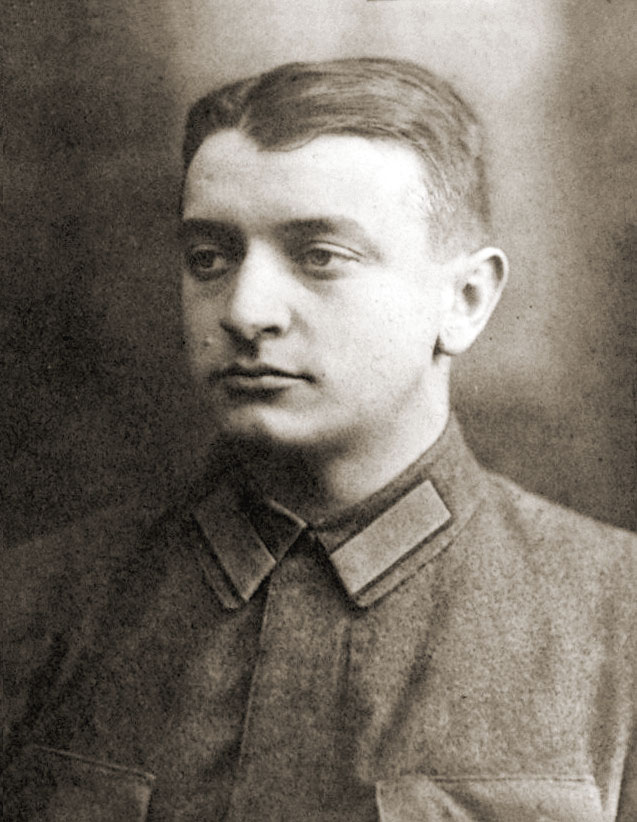
Michaił Tuchaczewski dowodził Frontem Kaukaskim Armii Czerwonej podczas operacji kubańsko-noworosyjskiej

8 Armia pod dowództwem Grigorija Sokolnikowa prowadziła natarcie w kierunku stanic Kuszczewskiej i Timaszowskiej, 9 Armia dowodzona przez Ijeronima Uborewicza – na stanice Staroleuszkowską i Miedwiedkowską, 10 Armia pod dowództwem Aleksandra Pawłowa kierowała się na Tichoriecką i Jekaterynodar, 11 Armia pod dowództwem Matwieja Wasilenki natomiast, po rozdzieleniu sił, na Armawir oraz Niewinnomysską i Kizlar. 1 Armia Konna wspierana przez korpus kawalerii Gai Gaja miała za zadanie odciąć białym, cofającym się ze stanic Staroleuszkowskiej i Timaszowskiej, drogę ucieczki.
Denikin zamierzał bronić się na linii wymierzonych wyżej rzek, jednak plan ten okazał się nierealny. Siły Zbrojne Południa Rosji po klęskach poniesionych w drugiej połowie 1919 r. i w pierwszych miesiącach r. 1920 wycofywały się w nieładzie. Morale żołnierzy było bardzo niskie, realne było ryzyko, iż siły Denikina ulegną rozpadowi, nawet jeśli nie dojdzie do bitwy. Siły Zbrojne Południa Rosji nie były również w stanie prowadzić skutecznego poboru. Mieszkańcy wsi byli negatywnie nastawieni do białych, gdyż ci zwracali dawnym szlacheckim właścicielom ziemię zagarniętą przez chłopów w 1917 r.. Zmuszeni do wstąpienia do ich oddziałów chłopi szybko dezerterowali lub też ukrywali się przed poborem i wstępowali do oddziałów zwracających się przeciwko Denikinowi.

## Przebieg operacji
Wojska Frontu Kaukaskiego przystąpiły do natarcia 3 marca na całej długości frontu. Denikin zamierzał przetransportować posiadaną artylerię i kawalerię na Krym przez Półwysep Tamański i wąską Cieśninę Kerczeńską. Jego rozkazy były jednak ignorowane przez niesubordynowanych oficerów i zdemoralizowanych żołnierzy. W rezultacie droga odwrotu przez Półwysep Tamański została odcięta przez szybko posuwające się do przodu siły czerwonych. W tym momencie biali mogli ewakuować się na Krym jedynie z portu w Noworosyjsku. Oznaczało to jednak konieczność pozostawienia na miejscu części sprzętu wojskowego oraz cywilów, którzy zamierzali razem z Siłami Zbrojnymi Południa Rosji uchodzić przed bolszewikami.
W związku z postawą przeciwnika, który nie stawiał praktycznie oporu, dowództwo Frontu postanowiło zmienić pierwotne plany operacji i odbić Majkop oraz Grozny. Zadanie zdobycia Jekaterynodaru i stanicy Afipskiej postawiono przed 9 Armią, która wykonała je do 16-17 marca. Jekaterynodar został oddany przez białych bez walki 17 marca. W tym samym czasie 8 Armia zajęła stanice Sławianską i Krymską, 10 Armia - stanice Łabinską i Kurganską, 11 Armia - Armawir. 1 Armia Konna natomiast dotarła w rejon stanic Ust'-Łabinskiej i Ładożskiej, po czym przekroczyła Kubań. Do 17 marca w rękach czerwonych znalazł się również Piatigorsk.

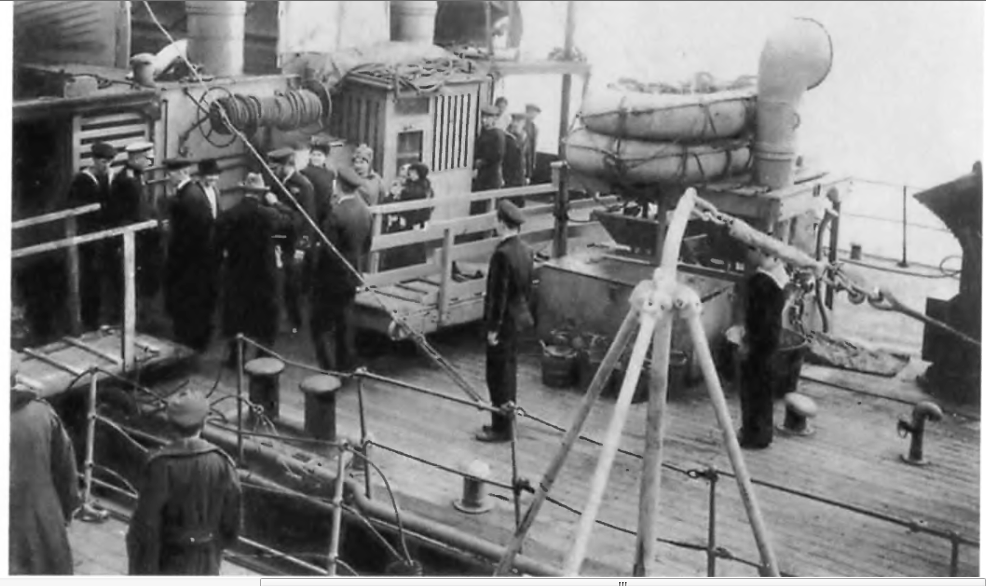
Anton Denikin opuszcza Noworosyjsk na pokładzie brytyjskiego niszczyciela „Kapitan Saken”

Dowództwo Sił Zbrojnych Południa Rosji miało nadzieję powstrzymać Armię Czerwoną na umocnionych pozycjach w górach tak długo, by zdążyć przeprowadzić z portu w Noworosyjsku, na brytyjskich okrętach, ewakuację na Krym, który nadal pozostawał w rękach białych. Ewakuowały się jednak tylko ocalałe po wcześniejszych klęskach oddziały Korpusu Ochotniczego oraz część Armii Dońskiej. Większość Armii Kubańskiej była zaangażowana w walki z chłopskimi powstańcami i nie zdołała na czas dotrzeć do Noworosyjska. Między białymi Kozakami dońskimi i Korpusem Ochotniczym wybuchały konflikty o możliwość wejścia na okręty, które były w stanie zabrać jedynie kilka tysięcy żołnierzy (na ewakuację, oprócz żołnierzy Denikina, oczekiwało ponad 10 tys. cywilów). Ostatecznie po przybyciu do portu dodatkowych okrętów z Noworosyjska ewakuowało się 35 tys. żołnierzy i cywilów. 8 i 9 Armia zdołały przerwać front białych i nacierając wzdłuż linii kolejowej z Rostowa opanowały Noworosyjsk 27 marca. Anton Denikin opuścił port na jednym z ostatnich okrętów. Do niewoli dostało się 22 tys. białych, czerwoni przejęli również znaczną ilość amunicji oraz pozostawione na brzegu konie.
Wcześniej, 20 marca 10 Armia zdobyła stanicę Łabinską, zaś 1 Armia Konna zajęła Majkop.
Kiedy Tuapse znalazło się w rękach chłopskich powstańców, miejscowi zwolennicy bolszewików zorganizowali w mieście lokalny przewrót i przejęli nad nim kontrolę. Następnie, pragnąc przyłączyć się do ofensywy Armii Czerwonej, zabrali z Tuapse broń i wymaszerowali na północ. Doszło do starcia między nimi a głównymi siłami Armii Dońskiej pod dowództwem gen. Andrieja Szkury, które nie zdążyły ewakuować się z Noworosyjska. Chociaż Kozacy byli poważnie zdemoralizowani, odnieśli zwycięstwo nad czerwonymi. Powstańcy chłopscy musieli opuścić Tuapse i wycofać się w góry. Wybrzeże Morza Czarnego było ostatnią częścią Kaukazu Północnego zajętą przez Armię Czerwoną, która pod koniec kwietnia opanowała Soczi. Część Kozaków dońskich przekroczyła granicę rosyjsko-gruzińską, inni zdołali dostać się na Krym, inni natomiast (nawet 60 tys.) zostali wzięci przez czerwonych do niewoli.
Przekonani o rychłym załamaniu się Sił Zbrojnych Południa Rosji, dowódcy czerwonych nie podjęli próby przejścia przez Cieśninę Kerczeńską i rozbicia ich na Krymie natychmiast po ewakuacji z Noworosyjska (chociaż przejścia przez cieśninę broniły tylko nieznaczne siły pod dowództwem gen. Jakowa Słaszczowa). Zamiast tego przerzucili siły na wojnę z Polską. W efekcie biali pod dowództwem gen. Piotra Wrangla, który zastąpił Denikina na stanowisku głównodowodzącego, podjęli jeszcze jedną próbę reorganizacji swoich sił.